# Diospyros brasiliensis
Diospyros brasiliensis är en tvåhjärtbladig växtart som beskrevs av Carl Friedrich Philipp von Martius och Friedrich Anton Wilhelm Miquel. Diospyros brasiliensis ingår i släktet Diospyros och familjen Ebenaceae. Inga underarter finns listade i Catalogue of Life.